# Campeonato Argentino de Futebol de 1946

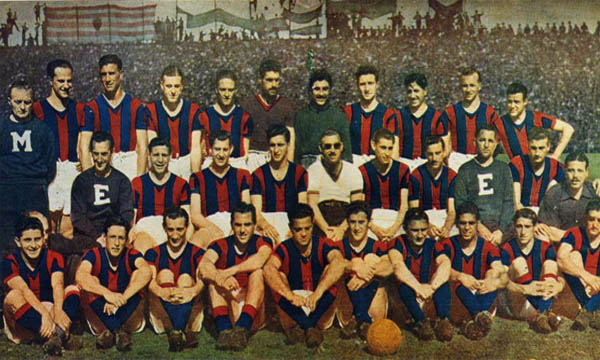
Retrato oficial da equipa San Lorenzo de 1946

O Campeonato Argentino de Futebol de 1946 foi a décima sexta temporada da era profissional da Primeira Divisão do futebol argentino. O certame foi disputado em dois turnos de todos contra todos, entre 21 de abril e 8 de dezembro. O San Lorenzo sagrou-se campeão argentino, pela sexta vez.

## Participantes
| Equipe             | Cidade       |
| ------------------ | ------------ |
| Atlanta            | Buenos Aires |
| Boca Juniors       | Buenos Aires |
| Chacarita Juniors  | Villa Maipú  |
| Estudiantes        | La Plata     |
| Ferro Carril Oeste | Buenos Aires |
| Huracán            | Buenos Aires |
| Independiente      | Avellaneda   |
| Lanús              | Lanús        |
| Newell's Old Boys  | Rosario      |
| Platense           | Buenos Aires |
| Racing Club        | Avellaneda   |
| River Plate        | Buenos Aires |
| Rosario Central    | Rosario      |
| San Lorenzo        | Buenos Aires |
| Tigre              | Victoria     |
| Vélez Sarsfield    | Buenos Aires |

## Classificação final
| Pos | Equipes            | J  | V  | E  | D  | GM | GS | Pts |
| --- | ------------------ | -- | -- | -- | -- | -- | -- | --- |
| 1   | San Lorenzo        | 30 | 20 | 6  | 4  | 90 | 37 | 46  |
| 2   | Boca Juniors       | 30 | 19 | 4  | 7  | 68 | 38 | 42  |
| 3   | River Plate        | 30 | 17 | 7  | 6  | 59 | 34 | 41  |
| 4   | Racing Club        | 30 | 18 | 3  | 9  | 69 | 48 | 39  |
| 5   | Estudiantes LP     | 30 | 16 | 2  | 12 | 61 | 51 | 34  |
| 5   | Independiente      | 30 | 13 | 8  | 9  | 56 | 53 | 34  |
| 7   | Rosario Central    | 30 | 13 | 3  | 14 | 69 | 72 | 29  |
| 8   | Platense           | 30 | 10 | 8  | 12 | 48 | 47 | 28  |
| 8   | Huracán            | 30 | 12 | 4  | 14 | 57 | 68 | 28  |
| 10  | Newell's Old Boys  | 30 | 10 | 7  | 13 | 51 | 44 | 27  |
| 11  | Vélez Sarsfield    | 30 | 11 | 4  | 15 | 52 | 62 | 26  |
| 11  | Lanús              | 30 | 8  | 10 | 12 | 55 | 70 | 26  |
| 13  | Chacarita Juniors  | 30 | 11 | 2  | 17 | 52 | 62 | 24  |
| 14  | Tigre              | 30 | 8  | 5  | 17 | 55 | 81 | 21  |
| 15  | Atlanta            | 30 | 7  | 6  | 17 | 51 | 82 | 20  |
| 16  | Ferro Carril Oeste | 30 | 6  | 3  | 21 | 29 | 73 | 15  |

|  |            |
|  | Campeão.   |
|  | Rebaixado. |

## Premiação
| Campeonato Argentino de Futebol de 1946 |
| --------------------------------------- |
| San Lorenzo Campeão (6° título)         |

## Goleadores
| Jogador | Jogador                | Gols | Equipe          |
| ------- | ---------------------- | ---- | --------------- |
|         | Mario Boyé             | 24   | Boca Juniors    |
|         | Camilo Rodolfo Cervino | 23   | Independiente   |
|         | Federico Geronis       | 22   | Rosario Central |
|         | Rubén Bravo            | 21   | Racing Club     |
|         | René Pontoni           | 20   | San Lorenzo     |